# Pintassilgo-de-bico-grosso
O Pintassilgo-de-bico-grosso  (Spinus crassirostris ou Carduelis crassirostris) é um passeriforme da família  Fringillidae.
Podemos encontrá-lo na Argentina, Bolívia, Chile e Peru.
Os seus habitats naturais são as florestas subtropicais ou tropicais de montanha e os matagais  subtropicais ou tropicais de altitude.

## Descrição
O pintassilgo-de-bico-grosso tem um comprimento de 13 a 14 cm. O macho, que é muito parecido com o pintassilgo-de-cabeça-preta (Spinus magellanicus), apresenta a cabeça, a nuca, o pescoço e a garganta pretos. As asas são também pretas com uma barra amarela, a cauda é amarela com as pontas das penas negras, o dorso é amarelo-esverdeado com estrias pretas. O peito e o ventre são amarelos, o uropígio é esbranquiçado, o bico é grosso e cinzento, as patas são cinzento-escuro. A fêmea não tem a cabeça negra e a plumagem do dorso e das partes inferiores é mais acinzentada. Os juvenis são parecidos com a fêmea mas com cores mais baças.

## Distribuição
Distribui-se pelo Chile central (puna  de Arica, cordilheira entre Santiago e San Fernando), Argentina (metade norte da cordilheira dos Andes, principalmente na região da Puna), sudoeste do Peru e sudoeste da Bolívia.

## Taxonomia
Descoberto por C. L. Landbeck, em 1877, na província de Mendoza, Argentina,  tendo-lhe dado o nome de Chrysomitris crassirostris . Recentemente foi proposto incluir esta espécie nos géneros Spinus ou Sporagra,  sento atualmente considerado no género Spinus. Consideram-se 2 subespécies.

### Subespécies e sua distribuição
Segundo Alan P. Peterson e também segundo o Congresso Ornitológico Internacional, esta espécie está dividida em duas subespécies :
- Spinus crassirostris amadoni  (W.G. George) 1964 ; sudoeste do Peru (Puno, Tacna, Arequipa, Apurímac, Ayacucho) e sudoeste da Bolivia (Cochabamba, Oruro, Potosí).
- Spinus crassirostris crassirostris  (Landbeck) 1877 ; Chile central (Aconcágua, Santiago, Colchagua), oeste da Argentina (Jujuy, Salta, Catamarca, La Rioja, Mendoza).

## Habitat
Encontramos o pintassilgo-de-bico-grosso no altiplano de Arica, nas áreas arbustivas da cordilheira da zona central, na zona da puna, nos altos planaltos da cordilheira, até ao 4500m de altitude. Frequenta os bosques abertos de polylepis, as escarpas semeadas de moitas e arbustos, as vertentes rochosas atapetadas de ervas (punas). Quando desce das alturas, aparece em zonas povoadas e perto dos terrenos cultivados.

## Alimentação
A sua alimentação é principalmente constituída por sementes de cardo e de outras plantas herbáceas . Gosta também de sementes e de flores de Polylepis e segundo uma foto de Ottaviani (2011) também se alimenta de um junco (Juncus stipulatus), da família das Juncaceae.

## Nidificação
O período de reprodução dura de Setembro a Dezembro, sendo possíveis até 2 posturas. A fêmea constrói o ninho a pouca altura, num arbusto ou no solo no meio de um tufo de erva. O ninho em forma de taça é feito com fibras vegetais, musgo e forrado com penas e pêlos. A fêmea põe 3 a 4 ovos  azul-clarinho com pintas bege, que incuba sozinha durante 12 a 13 dias. Depois de nascerem as crias são alimentadas pela mãe com insectos, nos primeiros dias. Em seguida, o macho ajuda na alimentação dos passarinhos que deixam o ninho ao fim de 15 dias.

## Filogenia
Foi obtida por Antonio Arnaiz-Villena et al.